# Moratj
Moratj (vitryska: Морач, ryska: Moroch’) är ett vattendrag i Belarus.   Det ligger i voblasten Minsks voblast, i den centrala delen av landet, 150 km söder om huvudstaden Minsk.
Omgivningarna runt Moratj är en mosaik av jordbruksmark och naturlig växtlighet. Runt Moratj är det ganska tätbefolkat, med 58 invånare per kvadratkilometer.